# Killip-Klassifikation
Die Killip-Klassifikation dient zur Risikoabschätzung bei Patienten mit akutem Herzinfarkt. Personen mit einer niedrigen Killip-Klasse haben ein geringeres Risiko, in den nächsten 30 Tagen zu versterben.
- Killip-Klasse I – keine Zeichen der Herzinsuffizienz.
- Killip-Klasse II – feinblasige Rasselgeräusche der Lunge, 3. Herzton oder Jugularvenenstauung.
- Killip-Klasse III – Lungenödem
- Killip-Klasse IV – Kardiogener Schock oder ausgeprägte Hypotonie (Blutdruck unter 90 mmHg) und Zeichen der peripheren Vasokonstriktion (Oligurie, Zyanose).

## Die Studie
Die Klassifikation wurde entwickelt aus einer retrospektiven Auswertung von 250 Patienten einer kardiologischen Intensivstation einer Universitätsklinik in den USA. Sie wurde nicht an einem unabhängigen Kollektiv von Patienten statistisch validiert.
Es wurden folgende Ergebnisse gefunden:
| Killip-Klasse I:   | 81/250 Patienten | Mortalitätsrate 6 %.  |
| Killip-Klasse II:  | 96/250 Patienten | Mortalitätsrate 17 %. |
| Killip-Klasse III: | 26/250 Patienten | Mortalitätsrate 38 %. |
| Killip-Klasse IV:  | 47/250 Patienten | Mortalitätsrate 81 %. |

Die Killip-Klassifikation spielt seither eine wichtige Rolle für die Risikostratifizierung in kardiologischen Studien.
Benannt ist die Klassifikation nach dem Erstautor der Publikation der Studienergebnisse, Thomas Killip III.